# Premiership Rugby 2013-2014
Premiership Rugby 2013-14 fu il 27º campionato nazionale inglese di rugby a 15 di prima divisione.
Si tenne dal 6 settembre 2013 al 31 maggio 2014 tra 12 squadre, che si incontrarono nella stagione regolare a girone unico che designò le quattro contendenti ai play-off per il titolo finale.
Il torneo fu noto anche come Aviva Premiership a seguito di accordo di naming stipulato a luglio 2010 con la compagnia britannica d'assicurazioni Aviva e successivamente rinnovato nel 2013.
Per la prima volta in dieci anni Leicester rimase fuori dalla finale per il titolo: dopo 9 semifinali consecutive vinte, infatti, fu sconfitta 20-21 nei play-off da Northampton con una meta di Tom Wood nei minuti terminali della gara; se Northampton andava a caccia del suo primo titolo, i Saracens, vincitori in semifinale sull'Harlequins, cercavano il loro secondo.
La finale si svolse tra equilibrio e spettacolarità: 7-6 per i Saints all'intervallo, e 14-14 alla fine dei tempi regolamentari, prima volta in assoluto in cui la gara per il titolo si prolungò oltre l'ottantesimo minuto: nei supplementari Saracens non andò oltre due piazzati di Hodgson mentre Alex Waller, proprio allo scadere e sul 20-17 per Saracens, realizzò la meta che permise a Northampton di ribaltare il risultato e vincere la sua prima Premiership.
A retrocedere fu invece Worcester, che aveva chiuso le due campagne precedenti in massima divisione rispettivamente al terzultimo e al penultimo posto.
Nel frattempo, in ambito continentale, a seguito dello scioglimento di European Rugby Cup e la costituzione di European Professional Club Rugby (EPCR) che aveva rilevato l'organizzazione delle coppe europee, la nuova competizione che sostituì l'Heineken Cup, la Champions Cup, fu istituita con nuovi criteri di qualificazione: per la stagione 2014-15 la settima inglese avrebbe spareggiato con quella in analoga posizione di classifica del Top 14 francese per l'ultimo posto disponibile nel nuovo torneo, e la perdente avrebbe disputato la Challenge Cup.
A terminare al settimo posto fu il London Wasps, destinato allo spareggio contro lo Stade français.
Il valore delle marcature, come stabilito dall’IRFB nel 1992, era: 5 punti per ciascuna meta (7 se trasformata), 3 punti per la realizzazione di ciascun calcio piazzato, idem per il drop.

## Squadre partecipanti
- Bath
- Exeter
- Gloucester
- Harlequins (Londra)
- Leicester
- London Irish (Londra)
- London Wasps (Londra)
- Newcastle (Newcastle upon Tyne)
- Northampton
- Sale Sharks (Sale)
- Saracens (Londra)
- Worcester

## Stagione regolare

### Risultati
|            | 1ª giornata                |       |
| ---------- | -------------------------- | ----- |
| 6-9-2013   | Newcastle – Bath           | 0-21  |
| 7-9-2013   | London Irish – Saracens    | 20-42 |
| 7-9-2013   | Gloucester – Sale Sharks   | 16-22 |
| 7-9-2013   | Northamption – Exeter      | 38-11 |
| 7-9-2013   | Wasps – Harlequins         | 15-16 |
| 8-9-2013   | Leicester – Worcester      | 32-15 |
|            |                            |       |
|            | 4ª giornata                |       |
| 27-9-2013  | Northampton – Sale Sharks  | 33-14 |
| 28-9-2013  | Bath – London Irish        | 33-18 |
| 28-9-2013  | Wasps – Worcester          | 32-16 |
| 28-9-2013  | Harlequins – Saracens      | 12-22 |
| 29-9-2013  | Exeter – Leicester         | 9-21  |
| 29-9-2013  | Newcastle – Gloucester     | 16-22 |
|            |                            |       |
|            | 7ª giornata                |       |
| 1-11-2013  | Worcester – Bath           | 6-21  |
| 1-11-2013  | Sale Sharks – Exeter       | 16-18 |
| 2-11-2013  | Gloucester – Wasps         | 30-32 |
| 2-11-2013  | Saracens – Newcastle       | 40-3  |
| 2-11-2013  | Leicester – Harlequins     | 16-23 |
| 3-11-2013  | London Irish – Northampton | 14-19 |
|            |                            |       |
|            | 10ª giornata               |       |
| 20-12-2013 | Sale Sharks – London Irish | 15-3  |
| 21-12-2013 | Bath – Harlequins          | 14-3  |
| 21-12-2013 | Exeter – Newcastle         | 16-3  |
| 21-12-2013 | Gloucester – Worcester     | 12-6  |
| 21-12-2013 | Wasps – Northampton        | 15-17 |
| 21-12-2013 | Saracens – Leicester       | 49-10 |
|            |                            |       |
|            | 13ª giornata               |       |
| 7-2-2014   | Worcester – Leicester      | 22-23 |
| 7-2-2014   | Sale Sharks – Gloucester   | 24-19 |
| 8-2-2014   | Bath – Newcastle           | 24-6  |
| 8-2-2014   | Exeter – Northampton       | 16-17 |
| 8-2-2014   | Harlequins – Wasps         | 11-10 |
| 8-2-2014   | Saracens – London Irish    | 13-22 |
|            |                            |       |
|            | 16ª giornata               |       |
| 28-2-2014  | Bath – Saracens            | 10-23 |
| 1-3-2014   | Exeter – London Irish      | 18-0  |
| 1-3-2014   | Harlequins – Worcester     | 21-20 |
| 1-3-2014   | Wasps – Sale Sharks        | 17-21 |
| 1-3-2014   | Northampton – Gloucester   | 39-13 |
| 2-3-2014   | Newcastle – Leicester      | 18-41 |
|            |                            |       |
|            | 19ª giornata               |       |
| 11-4-2014  | Sale Sharks – Harlequins   | 12-27 |
| 12-4-2014  | Gloucester – Bath          | 17-18 |
| 12-4-2014  | Leicester – Wasps          | 27-15 |
| 13-4-2014  | Saracens – Northampton     | 28-24 |
| 12-4-2014  | Worcester- Exeter          | 33-38 |
| 13-4-2014  | London Irish – Newcastle   | 40-12 |
|            |                            |       |
|            | 22ª giornata               |       |
| 10-5-2014  | Harlequins – Bath          | 19-16 |
| 10-5-2014  | Leicester – Saracens       | 31-27 |
| 10-5-2014  | London Irish – Sale Sharks | 22-20 |
| 10-5-2014  | Newcastle – Exeter         | 13-23 |
| 10-5-2014  | Northampton – Wasps        | 74-13 |
| 10-5-2014  | Worcester – Gloucester     | 28-27 |

|            | 2ª giornata                |       |
| ---------- | -------------------------- | ----- |
| 13-9-2013  | Harlequins – Northampton   | 6-13  |
| 13-9-2013  | Sale Sharks – Newcastle    | 14-15 |
| 14-9-2013  | Exeter – Wasps             | 30-26 |
| 14-9-2013  | Worcester – London Irish   | 18-20 |
| 14-9-2013  | Bath – Leicester           | 27-20 |
| 15-9-2013  | Saracens – Gloucester      | 44-12 |
|            |                            |       |
|            | 5ª giornata                |       |
| 4-10-2013  | Sale Sharks – Bath         | 19-13 |
| 5-10-2013  | London Irish – Harlequins  | 18-13 |
| 5-10-2013  | Saracens – Wasps           | 19-12 |
| 5-10-2013  | Worcester – Newcastle      | 11-16 |
| 5-10-2013  | Leicester – Northampton    | 19-19 |
| 6-10-2013  | Gloucester – Exeter        | 12-29 |
|            |                            |       |
|            | 8ª giornata                |       |
| 22-11-2013 | Sale Sharks – Worcester    | 26-10 |
| 23-11-2013 | Exeter – Saracens          | 9-16  |
| 23-11-2013 | Harlequins – Gloucester    | 27-19 |
| 23-11-2013 | Leicester – London Irish   | 20-11 |
| 23-11-2013 | Wasps – Bath               | 5-28  |
| 23-11-2013 | Northampton – Newcastle    | 18-0  |
|            |                            |       |
|            | 11ª giornata               |       |
| 27-12-2013 | Newcastle – Wasps          | 12-17 |
| 28-12-2013 | Harlequins – Exeter        | 22-6  |
| 28-12-2013 | Leicester – Sale Sharks    | 30-23 |
| 28-12-2013 | London Irish – Gloucester  | 19-22 |
| 28-12-2013 | Northampton – Bath         | 43-25 |
| 28-12-2013 | Worcester – Saracens       | 8-26  |
|            |                            |       |
|            | 14ª giornata               |       |
| 14-2-2014  | Sale Sharks – Saracens     | 10-15 |
| 15-2-2014  | Exeter – Bath              | 23-27 |
| 15-2-2014  | Harlequins – Newcastle     | 18-14 |
| 15-2-2014  | Leicester – Gloucester     | 11-8  |
| 15-2-2014  | Wasps – London Irish       | 20-23 |
| 15-2-2014  | Northampton – Worcester    | 30-14 |
|            |                            |       |
|            | 17ª giornata               |       |
| 21-3-2014  | Worcester – Wasps          | 11-13 |
| 21-3-2014  | Sale Sharks – Northampton  | 19-6  |
| 22-3-2014  | Gloucester – Newcastle     | 40-33 |
| 22-3-2014  | Leicester – Exeter         | 45-15 |
| 22-3-2014  | London Irish – Bath        | 23-44 |
| 22-3-2014  | Saracens – Harlequins      | 39-17 |
|            |                            |       |
|            | 20ª giornata               |       |
| 19-4-2014  | Bath – Worcester           | 32-20 |
| 19-4-2014  | Exeter – Sale Sharks       | 12-55 |
| 18-4-2014  | Harlequins – Leicester     | 24-20 |
| 19-4-2014  | Wasps – Gloucester         | 38-30 |
| 20-4-2014  | Northampton – London Irish | 36-21 |
| 20-4-2014  | Newcastle – Saracens       | 18-23 |

|            | 3ª giornata               |       |
| ---------- | ------------------------- | ----- |
| 20-9-2013  | Worcester – Harlequins    | 13-37 |
| 20-9-2013  | Sale Sharks – Wasps       | 26-22 |
| 21-9-2013  | Leicester – Newcastle     | 31-6  |
| 21-9-2013  | London Irish – Exeter     | 23-29 |
| 21-9-2013  | Gloucester – Northampton  | 26-24 |
| 22-9-2013  | Saracens – Bath           | 31-17 |
|            |                           |       |
|            | 6ª giornata               |       |
| 25-10-2013 | Bath – Gloucester         | 15-13 |
| 26-10-2013 | Exeter – Worcester        | 40-6  |
| 26-10-2013 | Harlequins – Sale Sharks  | 24-3  |
| 26-10-2013 | Northampton – Saracens    | 41-20 |
| 27-10-2013 | Wasps – Leicester         | 22-12 |
| 27-10-2013 | Newcastle – London Irish  | 13-11 |
|            |                           |       |
|            | 9ª giornata               |       |
| 30-11-2013 | Bath – Exeter             | 21-16 |
| 30-11-2013 | Gloucester – Leicester    | 17-22 |
| 30-11-2013 | London Irish – Wasps      | 12-19 |
| 30-11-2013 | Saracens – Sale Sharks    | 24-19 |
| 30-11-2013 | Worcester – Northampton   | 10-33 |
| 1-12-2013  | Newcastle – Harlequins    | 9-35  |
|            |                           |       |
|            | 12ª giornata              |       |
| 3-1-2014   | Newcastle – Sale Sharks   | 8-16  |
| 4-1-2014   | Gloucester – Saracens     | 8-29  |
| 4-1-2014   | Leicester – Bath          | 27-27 |
| 4-1-2014   | London Irish – Worcester  | 22-9  |
| 4-1-2014   | Northampton – Harlequins  | 23-9  |
| 5-1-2014   | Wasps – Exeter            | 19-16 |
|            |                           |       |
|            | 15ª giornata              |       |
| 22-2-2014  | Bath – Wasps              | 32-25 |
| 22-2-2014  | Gloucester – Harlequins   | 25-20 |
| 22-2-2014  | Saracens – Exeter         | 23-10 |
| 22-2-2014  | Worcester – Sale Sharks   | 12-24 |
| 23-2-2014  | London Irish – Leicester  | 15-20 |
| 23-2-2014  | Newcastle – Northampton   | 16-22 |
|            |                           |       |
|            | 18ª giornata              |       |
| 29-3-2014  | Bath – Sale Sharks        | 11-12 |
| 29-3-2014  | Exeter – Gloucester       | 13-14 |
| 29-3-2014  | Harlequins – London Irish | 23-9  |
| 29-3-2014  | Wasps – Saracens          | 20-32 |
| 29-3-2014  | Northampton – Leicester   | 16-22 |
| 30-3-2014  | Newcastle – Worcester     | 12-17 |
|            |                           |       |
|            | 21ª giornata              |       |
| 2-5-2014   | Sale Sharks – Leicester   | 22-42 |
| 3-5-2014   | Bath – Northampton        | 19-19 |
| 3-5-2014   | Exeter – Harlequins       | 29-30 |
| 3-5-2014   | Gloucester – London Irish | 38-30 |
| 3-5-2014   | Wasps – Newcastle         | 44-38 |
| 3-5-2014   | Saracens – Worcester      | 44-20 |

### Classifica
| Pos | Squadra      | G  | V  | N | P  | PF  | PS  | DP   | BMP | Pt |
| --- | ------------ | -- | -- | - | -- | --- | --- | ---- | --- | -- |
| 1   | Saracens     | 22 | 19 | 0 | 3  | 629 | 353 | +276 | 11  | 87 |
| 2   | Northampton  | 22 | 16 | 2 | 4  | 604 | 350 | +254 | 10  | 78 |
| 3   | Leicester    | 22 | 15 | 2 | 5  | 542 | 430 | +112 | 10  | 74 |
| 4   | Harlequins   | 22 | 15 | 0 | 7  | 437 | 365 | +72  | 7   | 67 |
| 5   | Bath         | 22 | 14 | 2 | 6  | 495 | 388 | +107 | 7   | 67 |
| 6   | Sale Sharks  | 22 | 12 | 0 | 10 | 432 | 399 | +33  | 9   | 57 |
| 7   | London Wasps | 22 | 9  | 0 | 13 | 451 | 533 | −82  | 13  | 49 |
| 8   | Exeter       | 22 | 9  | 0 | 13 | 426 | 480 | −54  | 9   | 45 |
| 9   | Gloucester   | 22 | 8  | 0 | 14 | 440 | 539 | −99  | 12  | 44 |
| 10  | London Irish | 22 | 7  | 0 | 15 | 396 | 496 | −100 | 8   | 36 |
| 11  | Newcastle    | 22 | 3  | 0 | 19 | 281 | 544 | −263 | 10  | 22 |
| 12  | Worcester    | 22 | 2  | 0 | 20 | 325 | 581 | −256 | 8   | 16 |

## Play-off
|  | Semifinali | Semifinali  | Semifinali  |             |          | Finale   | Finale | Finale |  |
|  |            |             |             |             |          |          |        |        |  |
|  | 1          | Saracens    | 31          |             |          |          |        |        |  |
|  | 1          | Saracens    | 31          |             |          |          |        |        |  |
|  | 4          | Harlequins  | 17          |             |          |          |        |        |  |
|  | 4          | Harlequins  | 17          |             | Saracens | Saracens | 20     |        |  |
|  |            |             |             |             | Saracens | Saracens | 20     |        |  |
|  |            |             | Northampton | Northampton | 24       |          |        |        |  |
|  | 2          | Northampton | Northampton | Northampton | 24       | 21       |        |        |  |
|  | 2          | Northampton |             |             |          |          |        |        |  |
|  | 3          | Leicester   | 20          |             |          |          |        |        |  |

### Semifinali
| Arbitro: | J.P. Doyle (Londra) |

|                       |      |                              |
| North 64’ T. Wood 77’ | mt   | 24’ M. Tuilagi 34’ B. Youngs |
| Myler 64’             | tr   | 24’, 34’ Flood               |
| Myler 22’, 29’, 46’   | c.p. | 9’ Flood 72’ O. Williams     |

| Arbitro: | Wayne Barnes (Gloucester) |

|                                     |      |                        |
| K. Brown 34’ Barritt 52’ Ashton 61’ | mt   | 32’ Monye 40’ M. Brown |
| O. Farrell 52’, 61’                 | tr   | 32’, 40’ N. Evans      |
| O. Farrell 8’, 17’, 56’, 73’        | c.p. | 5’ N. Evans            |

### Finale
| Arbitro: | J.P. Doyle (Londra) |

| |              | |
| Bosch 72’ | mt           | 31’ Foden 58’ G. Pisi 100’ A. Waller |
| | tr           | 31’, 58’, 100’ Myler |
| O. Farrell 11’, 17’, 44’ C. Hodgson 85’, 92’ | c.p.         | 83’ Myler |
| · Al. Goode · Ashton · Bosch · Barritt · 56’ Strettle · 62’ O. Farrell · 50’ de Kock · 83’ Barrington · Brits · 54’ Stevens · Borthwick · 50’ M. Botha · K. Brown · 50’ J. Burger · 95’ B. Vunipola | Formazioni   | · Foden · K. Pisi 90’ · G. Pisi · Burrell · North · Myler · Fotuali’i 50’ · Corbisiero 54’ · Haywood 54’ · Ma’afu 50’ · Manoa 56’ · Lawes · Clark 56’ · T. Wood · Dickinson |
| · 50’ Hargreaves · 50’ Wigglesworth · 50’ Wray · 54’ J. Johnston · 56’ Wyles · 62’ Hodgson · 83’ Gill · 95’ J. George                                                                               | Sostituzioni | · Dickson 50’ · Mercey 50’ · Hartley 54’ · A. Waller 54’ · Day 56’ · Dowson 56’ · J. Wilson 62’ · Stephenson 90’                                                            |
| Mark McCall | Allenatori   | Jim Mallinder |

## Verdetti
- Northampton: Campione d'Inghilterra.
- Northampton, Saracens, Leicester, Harlequins, Bath, Sale Sharks: qualificate alla Champions Cup 2014-15.
- London Wasps: allo spareggio con la settima classificata di Top 14 per l'accesso alla Champions Cup 2014-15.
- : Exeter, Gloucester, London Irish, Newcastle: qualificate alla Challenge Cup 2014-15.
- Worcester: retrocesso in RFU Championship 2014-15.